# El Pont d'Orrit
|  | Per a altres significats, vegeu «Pont d'Orrit». |

El poble del Pont d'Orrit pertany a l'antic terme ribagorçà de Sapeira, agregat el 1970 al terme municipal de Tremp. Es formà en abandonar-se el vell poble d'Orrit, més amunt i al nord-est del Pont d'Orrit. Tot i que se'l considera poble ja per ell mateix, històricament és, doncs, un raval d'Orrit.

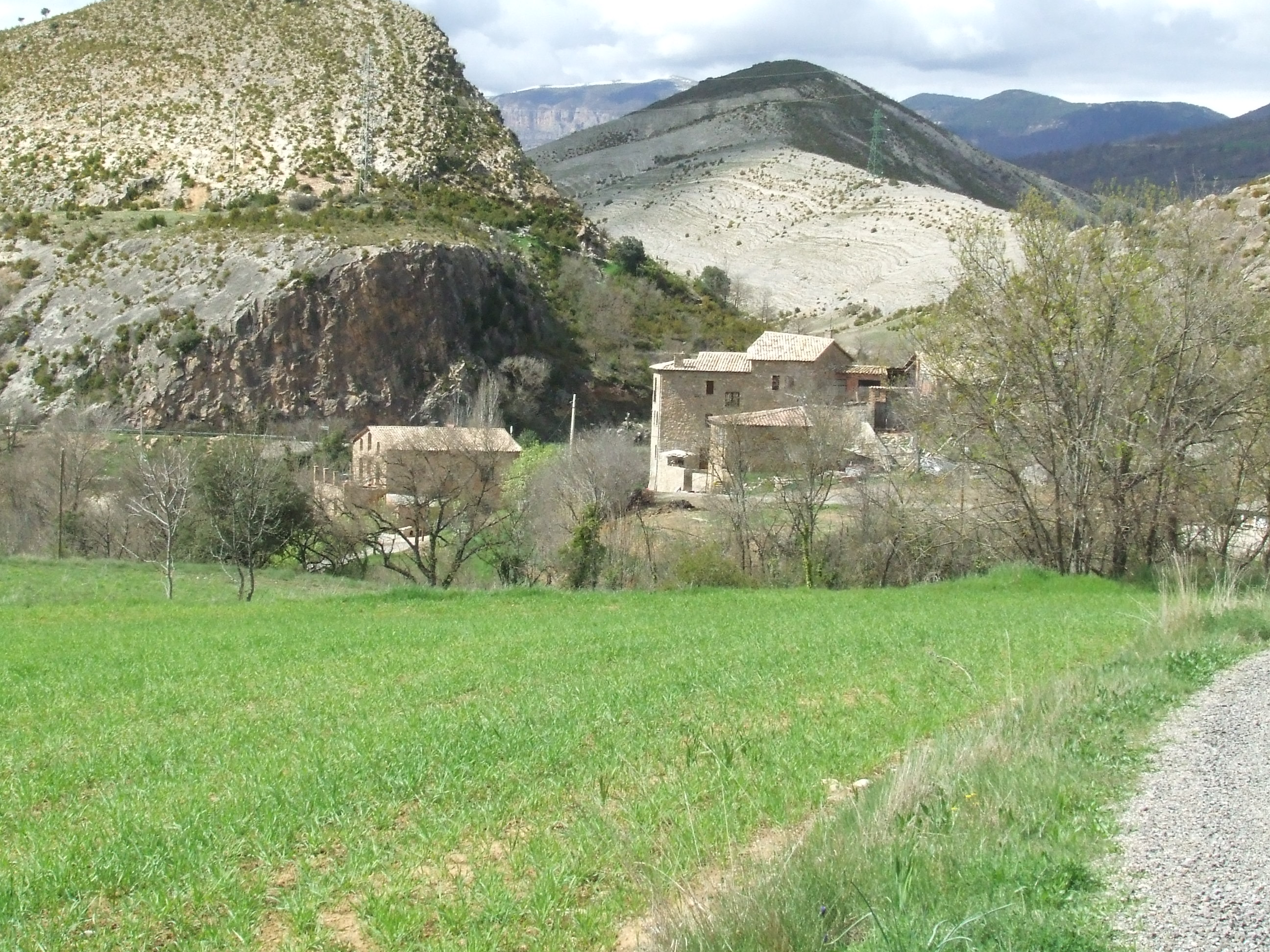
El Pont d'Orrit des del sud

Està situat a la riba esquerra de la Noguera Ribagorçana, al nord-est d'on aflueix en aquest riu el barranc d'Orrit.
El Pont d'Orrit queda davant mateix de la vila d'Areny de Noguera. El 1970, en el moment d'unir-se a Tremp, tenia 23 habitants, que havien baixat a 20 el 1981 i a 15 el 2006.
En substitució de l'antiga església parroquial de sant Pere, romànica, situada al poble vell, s'ha construït modernament una església nova, també advocada a sant Pere, al Pont d'Orrit, prop del riu i de la carretera. És molt senzilla, i té un campanaret d'espadanya.
Uns 100 metres aigües amunt del poble hi ha les restes de l'antic pont d'Orrit, romànic. Just al començament del camí que hi duu, a mà esquerra del camí, en unes roques codines, hi ha tot de forats i encaixos, que degueren pertànyer a una premsa, molt possiblement d'origen medieval.

## Etimologia

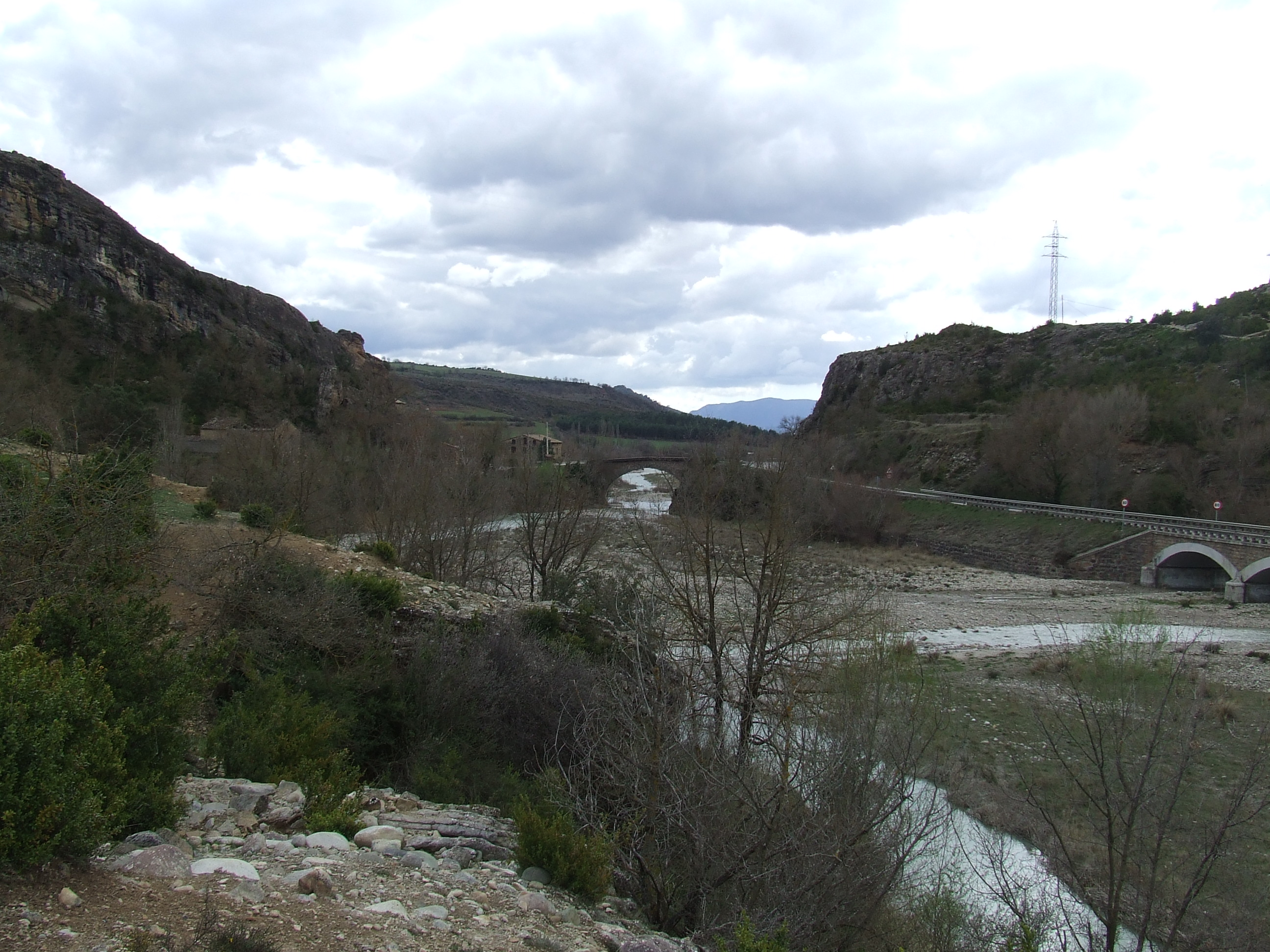
El pont que dona nom al Pont d'Orrit

El Pont d'Orrit pren el nom de dos elements que configuren la geografia i la història antigues del lloc. Per un cantó, el pont romànic que hi hagué una mica al nord del poble, damunt de la Noguera Ribagorçana. Actualment només en queden elements dels pilars.
La segona part prové de l'antic poble d'Orrit, enlairat al nord-est del Pont d'Orrit. Tal com afirma Joan Coromines, Orrit és un dels topònims d'origen basc més clars de tot el Pirineu català. Procedeix de la paraula basca urruti, amb el significat de llunyà, que encara existeix en basc actual.

## Història
El Pont d'Orrit té una història molt recent, pràcticament tota ella en els segles xx i XXI. El poble matriu, Orrit, amb el seu castell és tota una altra cosa.
El Pont d'Orrit tenia el 1970 23 habitants, que s'havien reduït a 20 el 1981 i a 15 el 2006.